# Cantón de Saint-Hilaire-des-Loges
El cantón de Saint-Hilaire-des-Loges era una división administrativa francesa, que estaba situada en el departamento de Vandea y la región de Países del Loira.

## Composición
El cantón estaba formado por diez comunas:
- Faymoreau
- Foussais-Payré
- Mervent
- Nieul-sur-l'Autise
- Oulmes
- Puy-de-Serre
- Saint-Hilaire-des-Loges
- Saint-Martin-de-Fraigneau
- Saint-Michel-le-Cloucq
- Xanton-Chassenon

## Supresión del cantón de Saint-Hilaire-des-Loges
En aplicación del Decreto n.º 2014-169 de 17 de febrero de 2014, el cantón de Saint-Hilaire-des-Loges fue suprimido el 22 de marzo de 2015 y sus 10 comunas pasaron a formar parte del nuevo cantón de Fontenay-le-Comte.